# Raquel Sánchez-Silva
Raquel Sánchez-Silva, née le 13 janvier 1973 à Plasencia dans la province de Cáceres, est une présentatrice et journaliste espagnole.
Pour finir ses études de journalisme à l'université pontificale de Salamanque, elle commence à travailler pour une télévision locale de Plasencia.
Elle travaille pour les programmes d'informations de Telemadrid et plus tard pour Canal+ (Noche de los Oscars, La hora wiki) et Cuatro (Soy lo que como, Noche Cuatro, Idénticos, Noche Manga, Oído Cocina, Supernanny, des reportages sur Dr House ou Grey's Anatomy)

## Programmes
- Expedición Imposible, (Expédition Impossible), (2013)
- Perdidos en la ciudad, (Perdu dans la ville), (2012) - (2013)
- El Cubo, (2012), version espagnole de Le Cube
- Perdidos en la tribu, (Perdu dans la tribu), (2012)
- Supervivientes, (2011), version espagnole de Survivor
- Acorralados, (2011), version espagnole de La Ferme Célébrités
- Pékin Express, (2009) - (2010)
- Sanfermines, (2009)
- Visto y Oído (Vu et entendu), (2008)
- Ajuste de cuentas (Le Règlement de comptes), (2008)
- S.O.S. Adolescentes, (S.O.S Adolescents), (2007)-(2008)
- ¡Qué desperdicio!, (Quel gaspillage!), (2007)
- Soy lo que como, (Je suis ce que je mange), (2007), programme sur coutumes alimentaires.
- Supernanny, (2006), programme sur des problèmes éducatifs parentaux
- Oído Cocina, (Entendu dans la cuisine), (2006) programme gastronomique.
- Noche Cuatro, (Nuit Cuatro)(2005)
- Superhuman (2005)
- La hora wiki (2004-2005)

## Livres
- Cambio príncipe por lobo feroz (Je change un prince pour un loup féroce), (2008)